# ناتي ناتاشا
ناتاليا ألكسندرا غوتييريز باتيستا (من مواليد 10 ديسمبر 1986)، والمعروفة مهنيًا باسم ناتي ناتاشا (بالإنجليزية: Natti Natasha) ، هي مغنية وكاتبة أغاني دومينيكانية الجنسية. تم تسجيلها من قِبل «دون عمر»  في شركته الموسيقية «اوفراناتو ميوزيك جروب»، وتم إصدار أول أغنية لناتاشا "All About Me" في 28 مارس 2012 من قبل "اوفراناتو ميوزيك جروب"، وتم إصدار ألبومها الأول  "Iluminatti" في 15 فبراير 2019  بواسطة «بينا ريكوردز» و «سوني ميوزيك» اللاتينية.

## النشأة
ولدت غوتييريز في 10 ديسمبر 1986 في سانتياغو دي لوس كاباليروس في جمهورية الدومينيكان ، حيث بدأت في الغناء عندما كانت في السابعة من عمرها، سُجلت ناتاشا في مدرسة الفنون الجميلة في سانتياغو، حيث أخذت دروسًا للغناء وطورت قدراتها الغنائية، التي وصفتها بأنها واحدة من أفضل الأوقات في حياتها، منذ صغرها، كانت معجبة بفنانين مثل «بوب مارلي» و «جيري ريفيرا»، وخاصة «لورين هيل»، التي ما زالت تسميها كأحد المفضلين لديها  كما أعربت ناتاشا عن أنها تتابع بأعجاب «إيڤي كوين» وأعجبت بها منذ بداية مسيرتها  ، حيث ردت «إيڤي» عبر تويتر: «شكرًا لكِ ناتاشا على كل الاحترام والإعجاب» ، عندما كانت ناتاشا في الثامنة عشرة من عمرها، انتقلت إلى مدينة برونكس على أمل تحقيقها الحلم في «مدينة الأحلام»، هناك التقت ب «دون عمر» الذي أقنعها بتوقيع عقدع معه شركة التسجيل الخاصة به، وهي أيضًا مهندسة وعملت في مصنع للماكياج.
ناتاشا كانت نباتية لأكثر من ثلاثة سنوات، إعتباراً من 2018م

## النشاط

### 2006-2009: (D'style)
في سن الرابعة عشرة، بدأت ناتاليا في تأليف وتسجيل أغانيها الخاصة، وأداء عروض موسيقية مختلفة حدثت في مسقط رأسها سانتياغو، وقررت مع أصدقائها تشكيل فرقة موسيقية تدعى "D'Style"، وقاموا بتسجيل بعض الاغاني الموسيقية، ولكت لم تحقق المجموعة النتائج المتوقعة وتفككت في نهاية المطاف، ونتيجة لذلك قررت ناتاليا أن تتوقف عن الغناء فترة وجيزة.

### 2010-2016: بداية العمل مرة أخرى
سجلت ناتاشا بعض الاغاني في «اوفرناتو ميوزيك غروب»، في عام 2010 أصدرت أغنية "(Hold ya(Remi" مع «جايبتاين» و «دون عمر»، وكانت قد شاركت في دور غنائي ثانٍ مع «دون عمر» في أغنية بعنوان "Dutty love"، وتم تسجيلها في عام 2011 وإصدارها في مارس 2012، وعملت مع المغني «فاراكو» لاحقاً في أغنية "Crazy in Love".

### 2017-2018: التعاون
في عام 2017، أطلق المغني البورتوريكي دادي يانكي أغنية "Otra Cosa" مع ناتاشا، وأصدرت ناتاشا لاحقا أغنية "criminal" مع «أوزونا» التي لاقت نجاحاً استثنائياً، ووصلت إلى الخمسة الأوائل في موقع "Billboard Hot Latin Songs" وكان الفيديو الموسيقي الأكثر مشاهدة واستماعاً بشكل عام في عام 2017، وفي أبريل 2018 اصدرت ناتاشا أغنية "Sin Pijama" بالتعاون مع المغنية «بيكي جي»، كانت الأغنية هي ثاني أغنية عالمية حيث بلغت ذروتها في المرتبة الثالثة في موقع "Billboard Hot Latin Songs"، ووصلت إلى مليار مشاهدة خلال ستة أشهر فقط على يوتيوب، كونها الأغنية الأنثوية الأكثر مشاهدة في العام، وقد تعاونت أيضًا لاحقاً مع «باد بوني» و «آر كي إم» و «كين-واي» و «تاليا» و «كوزكولويا»، ناتاشا تسجل اغانيها حاليًا في شركة «بينا ريكوردز»

### 2019 إلى الوقت الحاضر: البوم Iluminatti
أصدرت ألبومها الأول  "Iluminatti" في 15 فبراير 2019 من قبل «بينا ريكوردز» و «سوني ميوزيك» اللاتينية، يحتوي الألبوم على خمسة عشر أغنية، منها أغنيتان، "Te Lo Dije" مع «أنيتا» و "Soy Mía" مع «كاني جارثيا»، وفي عام 2019 تعاونت ناتاشا مع دادي يانكي وجوناس براذرز وسيباستيان ياترا في أغنية "Runaway".

## أعمال موسيقية
- (Iluminatti (2019

## انظر ايضاً
- دادي يانكي

- بيكي جي

## روابط خارجية
- ناتي ناتاشا على موقع IMDb (الإنجليزية)
- ناتي ناتاشا على موقع روتن توميتوز (الإنجليزية)
- ناتي ناتاشا على موقع ميوزك برينز (الإنجليزية)
- ناتي ناتاشا على موقع أول ميوزيك (الإنجليزية)
- ناتي ناتاشا على موقع ديسكوغز (الإنجليزية)